# Tachypleus tridentatus
Tachypleus tridentatus, comúnmente conocido como cangrejo herradura chino, cangrejo herradura japonés o cangrejo herradura de tres espinas, es una especie de cangrejo herradura que se encuentra en el sudeste y este de Asia, con registros de China, Indonesia, Japón, Corea del Sur, Malasia, Filipinas, Taiwán y Vietnam. Se encuentra en aguas marinas costeras y tolera temperaturas más frías que los otros cangrejos herradura asiáticos (Tachypleus gigas y Carcinoscorpius rotundicauda), aunque los juveniles todavía necesitan agua a más de 22 °C (72 °F) para mudar.

## Descripción
Los cangrejos de herradura no son cangrejos en absoluto, y están más estrechamente relacionados con los arácnidos. El cefalotórax está protegido por esta única placa grande en forma de herradura, y ni él ni el abdomen están visiblemente segmentados. La cola tiene una punta larga, conocida como telson. Al igual que otros cangrejos herradura, el caparazón de T. tridentatus consta de uno frontal más grande (el prosoma) y uno trasero más pequeño, con bordes de espinas (el opistosoma). Hay seis pares de apéndices/patas prosomales, que consisten en un pequeño par frontal frente a la boca y cinco patas más grandes para caminar/empujar a cada lado de la boca. Las branquias en libro se encuentran en la parte inferior del opistosoma. Tanto el nombre común: cangrejo herradura de tres espinas como el nombre científico tridentatus se refieren a los tres pequeños procesos espinosos en la parte posterior del opistosoma (una espina en el medio sobre la cola y otra a cada lado), mientras que otras especies solo tienen una sola espina (en el medio).
El cangrejo herradura de tres espinas es el más grande de las especies vivas de cangrejo herradura. Al igual que las otras especies, las hembras crecen más que los machos. Las hembras más grandes del cangrejo herradura de tres espinas pueden medir hasta 79,5 cm (31,3 pulgadas) de largo, incluida la cola. En promedio, en Sabah, Malasia, las hembras miden unos 66,5 cm (26,2 pulgadas) de largo, incluida una cola de unos 34,5 cm (13,6 pulgadas), y su caparazón (prosoma) mide unos 31 cm (12 pulgadas) de ancho. En comparación, el promedio de los machos es de unos 54 cm (21 pulgadas) de largo, incluida una cola de unos 28,5 cm (11,2 pulgadas), y su caparazón mide unos 25,5 cm (10,0 pulgadas) de ancho. Hay variaciones geográficas significativas en el tamaño, pero esto no sigue un patrón claro de norte a sur o de este a oeste. Los más grandes son de la región de Kota Kinabalu, Malasia, donde el ancho promedio del caparazón es de aproximadamente 38 cm (15 pulgadas) y 28 cm (11 pulgadas) en hembras y machos, respectivamente. Los más pequeños son de la región de Zhoushan en China, donde el ancho promedio del caparazón es de aproximadamente 24 cm (9,4 pulgadas) y 22 cm (8,7 pulgadas) en hembras y machos, respectivamente. Se han informado tamaños promedio intermedios, que van de 28 a 33 cm (11 a 13 pulgadas) en las hembras y de 23 a 27 cm (9,1 a 10,6 pulgadas) en los machos. Por lo general, las hembras alcanzan la madurez con un ancho de caparazón de aproximadamente 27,5 a 28 cm (10,8 a 11,0 pulgadas) y los machos a los 22,5 a 24,5 cm (8,9 a 9,6 pulgadas). Las hembras pesan de 1,4 a 4 kg (de 3,1 a 8,8 libras) y los machos de 0,6 a 1,7 kg (de 1,3 a 3,7 libras). Además de la diferencia de tamaño, los dos pares delanteros de patas para caminar de los machos, los apéndices prosomales dos y tres, tienen ganchos (son como tijeras en las hembras) y tienen seis (tres en las hembras) espinas largas en cada lado del caparazón trasero. Los juveniles (ambos sexos) también tienen seis largas espinas a cada lado, similares a los machos adultos. Desde la eclosión de los huevos hasta la edad adulta, transcurren 4 años e involucra 15 fases de estadio (14 mudas)

## Ecología

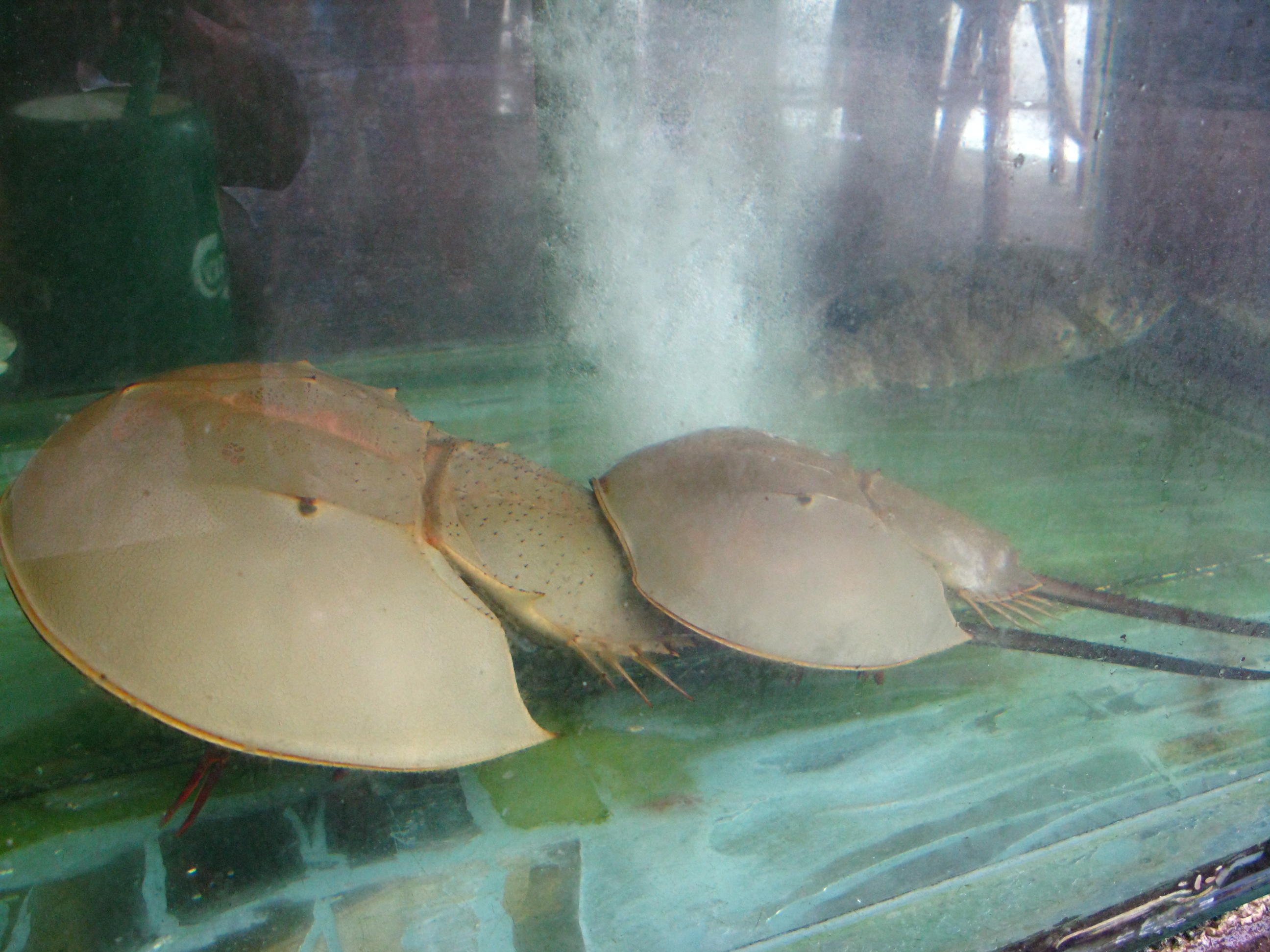
Pareja en apareamiento, con el macho más pequeño agarrando a la hembra más grande.

Al igual que otras especies de cangrejos herradura, T. tridentatus es omnívoro y se alimenta de moluscos, gusanos, otros invertebrados bentónicos y algas. Grandes lotes de huevos se depositan en hoyos excavados en playas de arena en áreas especiales de crianza frente a la costa. Al nacer, las larvas permanecen en el nido durante el invierno, alimentándose de las yemas de sus huevos durante varios meses, permaneciendo en esta zona de vivero durante la primavera y el verano siguiente. Como juveniles, permanecen enterrados en el sedimento durante la marea alta y emergen durante la marea baja para alimentarse de la superficie expuesta. Tienen oportunidades limitadas para dispersarse ampliamente. Los adultos se trasladan mar adentro durante el invierno, hibernan enterrados en el lecho marino a profundidades de alrededor de 20 metros (66 pies) y vuelven a la costa cuando el agua se calienta al año siguiente. Como poiquilotermo, este cangrejo herradura se ve muy afectado por el aumento de la temperatura del agua de mar, reacciona enterrándose profundamente en el sedimento y a veces, entra en diapausa.